# 李彝谨
李彝谨（897年—952年），是五代十国时党项族的首领，本姓拓跋，是拓跋重建曾孙，李思恭孙，李仁福的儿子，母亲吴国太夫人渎氏。
后晋天福八年（943年）绥州刺史李彝敏反后晋，定难节度使李彝殷接受出帝石重贵的诏书，杀死李彝敏。后汉乾祐元年（948年），李彝殷任命同母弟李彝谨为绥州刺史。后周广顺元年（951年），李彝谨官至金紫光禄大夫、检校太保、使持节、绥州诸军事、绥州刺史兼御史大夫、上柱国。广顺二年（952年）正月十七，李彝谨去世，年五十六岁。妻沛国里氏、下邳祁氏。

## 子
1. 李光琇
2. 李光璉，綏州左都押衙、綏州都知蕃落使
3. 李光璣，节度押衙充马军第二都军使
4. 李光璘，押衙充元从都军使
5. 李光琮